# Saint-Avre
Saint-Avre é uma comuna francesa na região administrativa de Auvérnia-Ródano-Alpes, no departamento de Saboia. Estende-se por uma área de 3,64 km². Em 2010 a comuna tinha 899 habitantes (densidade: 247 hab./km²).